# Pantolasius bandaharae
Pantolasius bandaharae is een keversoort uit de familie Hybosoridae. De wetenschappelijke naam van de soort is voor het eerst geldig gepubliceerd in 1985 door Kuijten.